# Зоун Романтика
„Зоун Романтика“ (на английски: Zone Romantica) е бивш европейски телевизионен канал, създаден в Обединеното кралство под името „Романтика“ през 1998 г.

## Обща информация
Програмната схема е с развлекателна насоченост. Излъчват се предимно латиноамерикански теленовели и музика от цял свят. Каналът е с 24-часово излъчване, за 20 държави в Централна и Източна Европа, както и за Близкия изток. В България „Романтика“ се излъчва със субтитри на български. През лятото на 2006 г. променя името си на „Зоун Романтика“
На 3 декември 2012 г. каналът „Зоун Романтика“ е ребрандиран в „Си Би Ес Драма“.